# Crane-Simplex Company
Crane-Simplex Company war ein US-amerikanischer Hersteller von Automobilen.

## Unternehmensgeschichte
Henry Middlebrook Crane leitete früher Crane & Whitman Automobile Works sowie die Crane Motor Car Company und war bei der Simplex Automobile Company tätig. 1922 übernahm er die Reste von Simplex und gründete ein neues Unternehmen. Der Sitz war in Long Island City, einem Stadtbezirk von Queens in New York City. Er begann mit der Produktion von Automobilen. Der Markenname lautete erstmals offiziell Crane-Simplex. Im gleichen Jahr endete die Fahrzeugproduktion. Insgesamt entstanden nur wenige Fahrzeuge.
Daneben war er mit dem Service und der Reparatur von Simplex-Fahrzeugen beschäftigt.

## Fahrzeuge
Die Fahrzeuge hatten einen Sechszylindermotor mit rund 110 PS Leistung. Der Radstand betrug 366 cm. Das Unternehmen stellte nur Fahrgestelle her. Die Aufbauten entstanden bei externen Karosserieherstellern.